# فرودگاه ماست
فرودگاه ماست (به انگلیسی: Masset Airport) یک فرودگاه همگانی با کد یاتا ZMT است که یک باند فرود آسفالت دارد و طول باند آن ۱۵۰۱ متر است. این فرودگاه در کشور کانادا قرار دارد و در ارتفاع ۶ متری از سطح دریا واقع شده‌است.

## شرکت‌های هواپیمایی و مقصدهای پروازی
| شرکت‌های هواپیمایی        | مقصدهای پروازی |
| ------------------------ | -------------- |
| Air North                | چارتر: ونکوور  |
| North Cariboo Air        | چارتر: ونکوور  |
| Pacific Coastal Airlines | ونکوور         |